# 샤먼 항공의 운항 노선
2017년 9월 기준, 아래는 샤먼 항공의 취항지 목록이다.

## 운항 노선

### 아시아

#### 동아시아
- 대한민국
  - 서울 - 인천국제공항
- 중화인민공화국
  - 베이징
    - 베이징 - 베이징 다싱 국제공항

  - 상하이
    - 상하이 - 상하이 훙차오 국제공항

  - 충칭
    - 충칭 - 충칭 장베이 국제공항
    - 완저우 - 완저우 우차오 공항

  - 톈진
    - 톈진 - 톈진 빈하이 국제공항 포커스 시티

  - 간쑤성
    - 란저우 - 란저우 중촨 국제공항

  - 광둥성
    - 광저우 - 광저우 바이윈 국제공항
    - 선전 - 선전 바오안 국제공항
    - 주하이 - 주하이 진완 공항

  - 광시성
    - 난닝 - 난닝 우수 국제공항
    - 빈하이 - 빈하이 푸쳉 공항

  - 구이저우성
    - 구이양 - 구이양 롱동바오 국제공항

  - 랴오닝성
    - 다롄 - 다롄 저우수이쯔 국제공항
    - 선양 - 선양 타오셴 국제공항

  - 산둥성
    - 지난 - 지난 야오창 국제공항
    - 칭다오 - 칭다오 자오동 국제공항

  - 산시성
    - 다통 - 다통 윤강 국제공항
    - 시안 - 시안 셴양 국제공항
    - 윤청 - 윤청 광동 국제공항
    - 타이위안 - 타이위안 우수 국제공항

  - 쓰촨성
    - 청두 - 청두 솽류 국제공항
    - 루저우 - 루저우 윤롱 공항
    - 몐양 - 몐양 난자오 공항

  - 안후이성
    - 황산 - 황산 툰시 국제공항
    - 허페이 - 허페이 신차오 국제공항
    - 츠저우 - 츠저우 지우화산 공항

  -  윈난성
    - 리장 - 리장 싼이 국제공항
    - 쿤밍 - 쿤밍 창슈이 국제공항

  - 장쑤성
    - 난징 - 난징 루커우 국제공항
    - 쉬저우 - 쉬저우 관인 국제공항
    - 옌청 - 옌청 난양 국제공항
    - 우시 - 순안 슈오팡 국제공항
    - 롄윈강 - 롄윈강 바이타부 공항
    - 화이안 - 화이안 란슈이 공항

  - 장시성
    - 난창 - 난창 창베이 국제공항 포커스 시티

  - 저장성
    - 닝보 - 닝보 리스 국제공항
    - 항저우 - 항저우 샤오산 국제공항 허브
    - 저우산 - 저우산 공항

  - 지린성
    - 창춘 - 창춘 룽자 국제공항

  - 칭하이성
    - 시닝 - 시닝 차오자바오 국제공항

  - 푸젠성
    - 샤먼 - 샤먼 가오치 국제공항 허브
    - 푸저우 - 푸저우 창러 국제공항 허브
    - 우이산 - 우이산 공항 포커스 시티
    - 취안저우 - 취안저우 진장 국제공항 포커스 시티

  - 하이난성
    - 하이커우 - 하이커우 메이란 국제공항

  - 허난성
    - 정저우 - 정저우 신정 국제공항

  - 허베이성
    - 스자좡 - 스자좡 정딩 국제공항
    - 우한 - 우한 톈허 국제공항

  - 헤이룽장성
    - 하얼빈 - 하얼빈 타이핑 국제공항

  - 후난성
    - 싼야 - 싼야 펑황 국제공항
    - 창사 - 창사 황화 국제공항

  - 광시 좡족 자치구
    - 구이린 - 구이린 량장 국제공항

  - 내몽골 자치구
    - 후허하오터 - 후허하오터 바이타 국제공항
    - 후룬바이얼 - 후룬바이얼 하이라얼 공항

  - 닝샤 후이족 자치구
    - 인촨 - 인촨 허동 국제공항

  - 신장 위구르 자치구
    - 우루무치 - 우루무치 디워푸 국제공항
- 마카오
  - 마카오 - 마카오 국제공항
- 홍콩
  - 홍콩 - 홍콩 첵랍콕 국제공항
- 일본
  - 도쿄 - 나리타 국제공항
  - 오사카 - 간사이 국제공항
- 중화민국
  - 타이베이
    - 타이완 타오위안 국제공항
    - 타이베이 쑹산 공항

#### 동남아시아
- 말레이시아
  - 쿠알라룸푸르 - 쿠알라룸푸르 국제공항
- 미얀마
  - 양곤 - 양곤 국제공항
- 베트남
  - 하노이 - 노이바이 국제공항
  - 호치민 시 - 떤선녓 국제공항
- 싱가포르
  - 싱가포르 - 싱가포르 창이 국제공항
- 인도네시아
  - 자카르타 - 수카르노 하타 국제공항
  - 덴파사르 - 응우라라이 국제공항
- 태국
  - 방콕 - 수완나품 국제공항
  - 푸켓 - 푸켓 국제공항
- 캄보디아
  - 프놈펜 - 프놈펜 국제공항
- 필리핀
  - 마닐라 - 니노이 아키노 국제공항

### 유럽

#### 서유럽
- 프랑스
  - 파리 - 파리 샤를 드 골 국제공항
- 네덜란드
  - 암스테르담 - 암스테르담 스키폴 국제공항

#### 동유럽
- 러시아
  - 블라디보스토크 - 블라디보스토크 국제공항

### 아메리카

#### 북아메리카
- 미국
  - 뉴욕 - 존 F. 케네디 국제공항
  - 로스앤젤레스 - 로스앤젤레스 국제공항
- 캐나다
  - 밴쿠버 - 밴쿠버 국제공항

### 오세아니아
- 오스트레일리아
  - 멜버른 - 멜버른 공항
  - 시드니 - 시드니 공항

## 단항 노선

### 아시아

#### 동아시아
- 대한민국
  - 제주 - 제주국제공항
- 중화인민공화국
  - 베이징
    - 베이징 - 베이징 수도 국제공항

  - 산둥성
    - 칭다오 - 칭다오 류팅 국제공항

  - 쓰촨성
    - 루저우 - 루저우 라이탄 공항

  - 안후이성
    - 안칭 - 안칭 공항
- 일본
  - 시즈오카 - 시즈오카 공항

#### 동남아시아
- 말레이시아
  - 코타키나발루 - 코타키나발루 국제공항
- 캄보디아
  - 시엠립 - 시엠립 국제공항
- 필리핀
  - 다바오 - 프란시스코 방고이 국제공항
  - 세부 - 막탄 세부 국제공항
  - 칼리보 - 칼리보 국제공항
  - 클라크 - 클라크 국제공항

### 아메리카

#### 북아메리카
- 미국
  - 시애틀 - 시애틀 타코마 국제공항